# Стадион имени Леви Мванаваса
Стадион имени Леви Мванаваса (англ. Levy Mwanawasa Stadium) — многофункциональное спортивное сооружение, расположенное в замбийском городе Ндола; в основном используется для проведения футбольных матчей. Назван в честь третьего президента Замбии — Леви Мванаваса.
Возведение стадиона было начато в 2010 году китайской строительной компанией Shanghai Construction Group и приурочено к проведению Всеафриканских игр 2011 года.
Первый международный футбольный матч прошёл на стадионе 9 июня 2012 года: сборная Замбии в рамках отборочного турнира на Чемпионат мира 2014 принимала команду Ганы и одержала победу со счётом 1:0, гол на счету нападающего хозяев Кристофера Катонго.